# Christian Wilberg

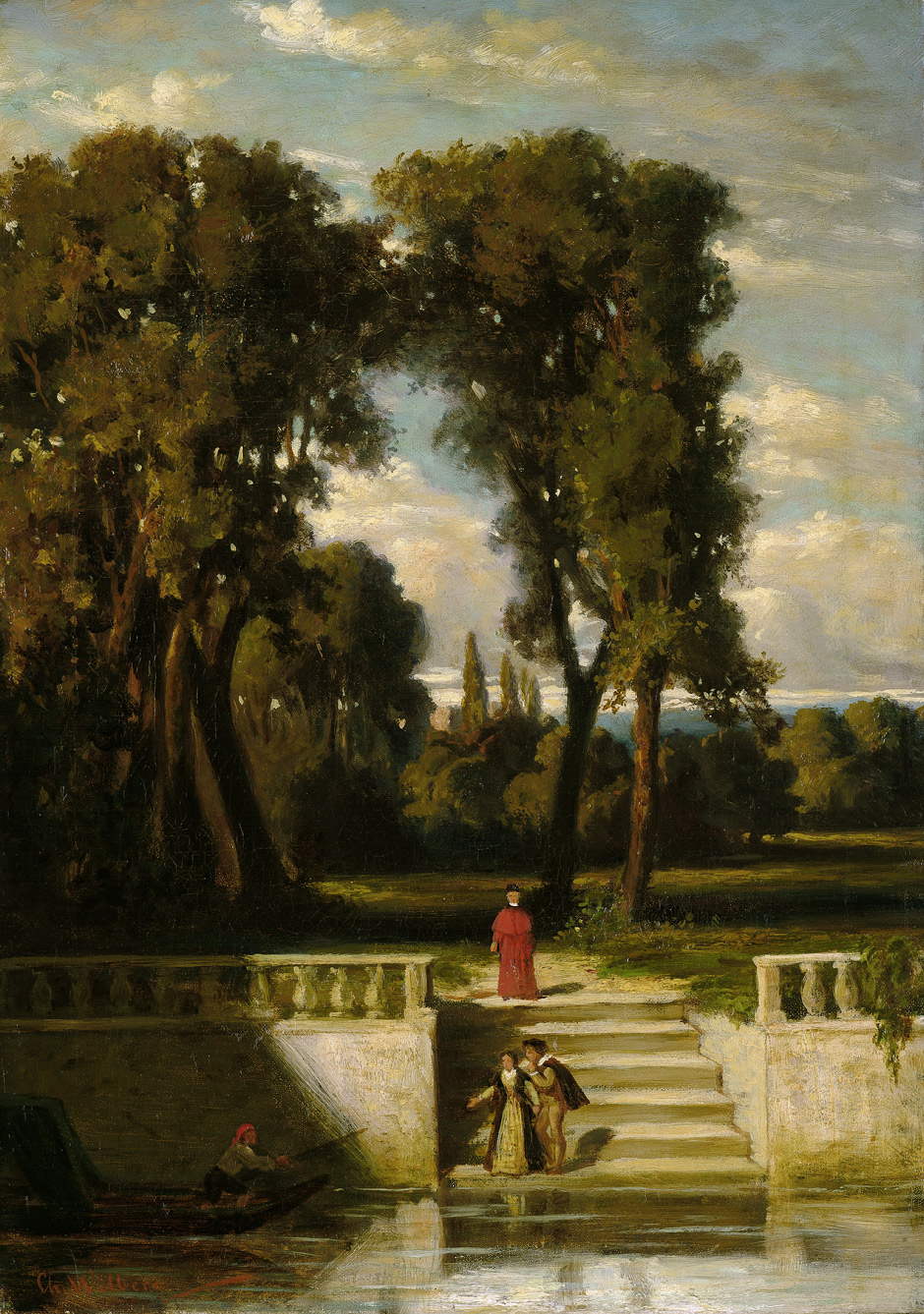
Christian Wilberg: Aftonstämning i parken till en italiensk villa, omkring 1880.

Christian Wilberg, född den 20 november 1839 i Havelberg, död den 3 juni 1882 i Paris, var en tysk målare.
Wilberg studerade konst i Berlin som lärjunge till Eduard Pape och i Düsseldorf hos Oswald Achenbach, varefter han utbildade sig under flerfaldiga resor i Italien, Österrike och Syd-Tyskland, samlande skisser av landskap och arkitektur, vilka senare, när de utfördes, i synnerhet gjorde honom berömd för sanning och riktighet, perspektiv och belysning. 
Bland dem kan nämnas flera interiörer av Markuskyrkan i Venedig, Dogepalatset, Heratemplet i Girgenti och Capella Palatina i Palermo. Han målade även landskap. För utställningen i Berlin 1880 hade han utfört 2 stora panoramor: Napolitanska golfen och Havsviken vid Bajæ.